# Empidonax hammondii
Empidonax hammondii е вид птица от семейство Tyrannidae.

## Разпространение
Видът е разпространен в Гватемала, Канада, Мексико, Никарагуа, Салвадор, САЩ и Хондурас.